# Eriotheca globosa
Pour les articles homonymes, voir Bois-coton.
Espèce
Statut de conservation UICN

 LC  : Préoccupation mineure
Classification phylogénétique
Synonymes
- Bombax globosum Aubl. - Basionyme[1]

Eriotheca globosa est une espèce de plantes à fleurs de la famille des Malvaceae (anciennement des Bombacaceae). C'est un arbre.
En Guyane, on l'appelle Bois-coton, Maho coton (Créole), Katoen, Sienzon, Boesie-Katoen, Yankomini (Nenge tongo), Klieklie maoeloe, Kriekrie maroeroe (Kali'na), Matote-Maauw, Maupau (Saramaka), Ronnanalballi (Lokono), Algodão bravo (Portugais), Katatu avayn (Palikur), Pisili amïnïyu (Wayãpi). Au Venezuela, on l'appelle Asare-yek (Arekuna), Cedro dulce, Murea (espagnol).

## Description
Cet arbre à feuilles décidues peut atteindre 3-40 m de haut. L'écorce épaisse, profondément crevassée longitudinalement, rappelle celle du Chêne et est très fibreuses dans sa partie interne. Une gomme s'écoule lentement de ses incisions. Le bois blanc et mou (devenant roussâtre par exposition à l'air) est très léger. Les feuilles sont composées palmées, à 4-5 folioles oblongues, mesurant 10-18 cm de long, pour 4,5-6,5 cm de large. Le pétiole est plus court que les folioles. L'inflorescence se compose d'un pédoncule axillaire, long de 1,5-2 cm, portant plusieurs pédicelles longs de 0-2 cm, portant chacun une fleur mesurant 2,5 cm. Le calice comporte 3-5 lobes roussâtres, tomentelleux. Les pétales sont couverts d'une fine pilosité blanches veloutée. Le tube staminal, glabre, est aussi long que le calice. Les étamines portent des anthères réniformes. Le fruit, globuleux glabre, brun jaunâtre, mesure 4 cm de diamètre, et contient une bourre hydrophobe  roussâtres. Les graines sont couvertes d'un kapok roussâtre.
Le bois de Eriotheca globosa est entièrement beige clair et léger (densité de 0,45 à 0,50) avec 1 à 3 gros vaisseaux par mm (190 à 270 µm de diamètre), fréquemment obstrués par des thylles à parois minces. On y observe aussi des ponctuations intervasculaires d'une taille de 9-10 µm, quelques cristaux isolés très sporadiques, ainsi que de gros canaux axiaux traumatiques sporadiques. Les parenchyme est organisé en chaînettes unisériées régulières et très rapprochées : peu développé dans le parenchyme circum-vasculaire, arrangement en lignes d'un seul rang de cellules alternes avec les rangs de fibres pour le parenchyme circum-médullaire. Les files sont étagées, formées de 4 à 6 éléments. Les rayons sont de structure hétérogène, généralement 3-4-sériés et non étagés, au nombre de 4 à 8 par mm,.

## Répartition
On le rencontre dans le bassin amazonien du Venezuela (Delta Amacuro et Bolívar), au Brésil amazonien, en passant par le Guyana, le Suriname, la Guyane et le Pérou amazonien.

## Utilisations
Le bois léger, de couleur beige clair, peut être utilisé en menuiserie intérieure et en charpenterie après traitement,.
Le kapok rougeâtre de Eriotheca globosa est difficile à tisser.

## Histoire naturelle
En 1775, le botaniste Aublet propose la diagnose suivante pour Eriotheca globosa : 
« BOMBAX (glohoſa)  foliis quinatis, emarginatis, fructu globoſo, rureſcente. (Tabula 281.) 

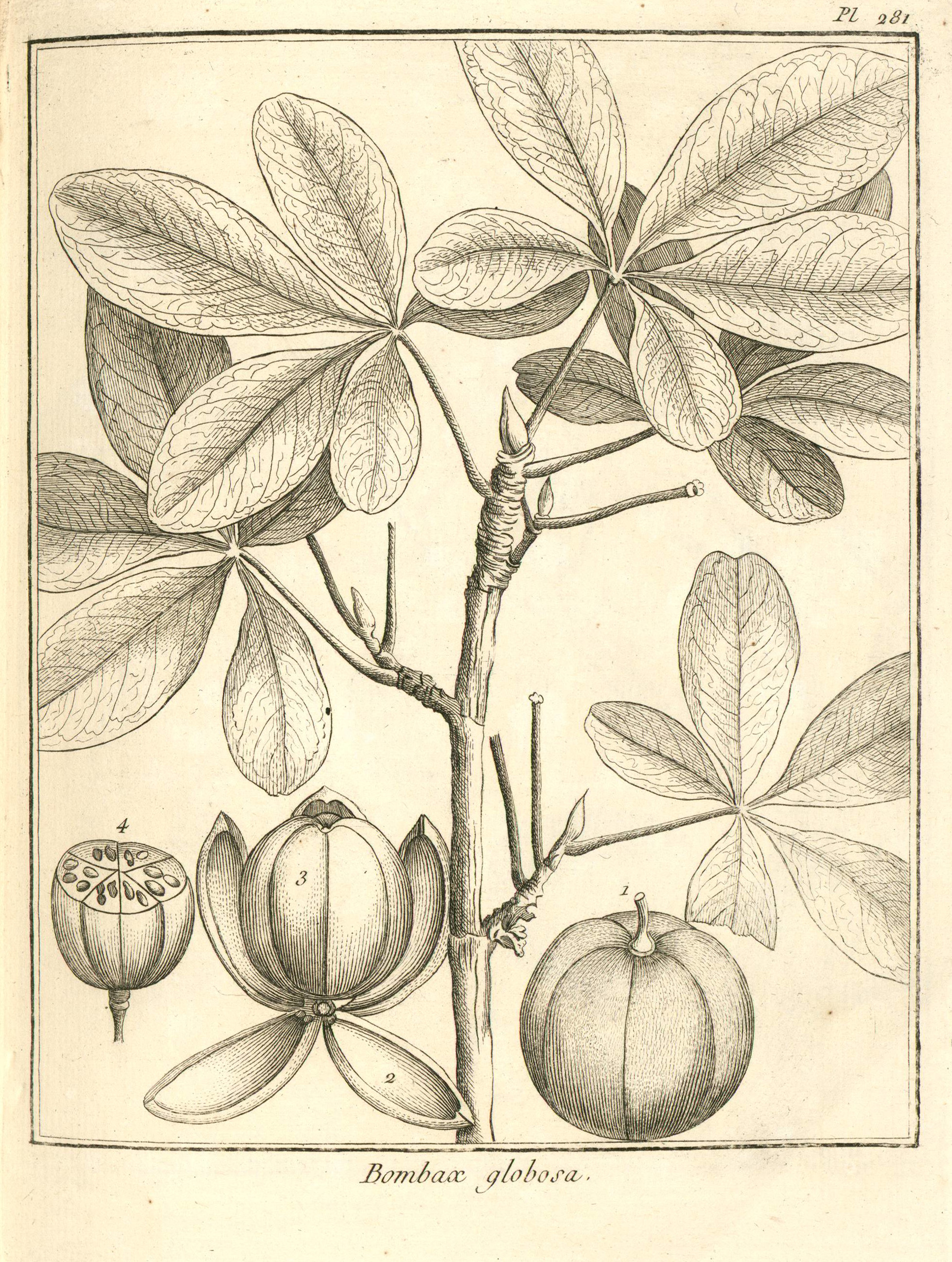
Eriotheca globosa par Aublet (1775)
On a repréſenté les fruits dans leur état naturel. - 1. Capſule. - 2. Valve de la Capſule. - 3. Duvet cotonneux qui. enveloppe une loge dans laquelle ſont pluſieurs ſemences. - 4. Fruit a ſix loges coupe en travers.

Arbor trunco inermi, decem-pedali & ampliùs, in ſummitate ramoſo ; ramis rectis & declinatis, hine & indè extenſis. Folia alterna, digitata ; foliolis inæqualibus, quinis, ovatis, obtuſis, apice emarginatis, glabris, integerrimis, ſeſſilibus, longo petiolo adnexis. Stipule binæ, oblongæ, acutæ, decidual. Fructus racemoſi, terminales & axillares, ſunt capſulæ rufeſcentes, quinque ant ſex, ſulcis notatæ a baſi ad apicem, quinque aut ſex-valves, valvulis coriaceis, concavis, deciduis, ſubquinque aut ſex-loculares. Semina numeroſa, ovata, glabra, rufa, nidulantia in tomento goſſypino fulvo. 
Fructum ferebat Junio. Flores non obſervavi. 

Habitat Caïennæ prope Loyola. »

« FROMAGER à fruit rond. (PLANCHE 281.).
Cette eſpèce de fromager s’élève à trente pieds. Son tronc a environ un pied & demi de diamètre. Son écorce eſt liſſe, cendrée. Son bois eſt blanc, mol, & peu compacte ; la partie du tronc qui eſt dénuée de branches, à dix pieds & plus de longueur. Les branches, qu’il porte à ſon ſommet, ſont rameuſes & s’étendent de tous côtés. Elles ſont garnies de feuilles palmées, alternes, compoſées de cinq folioles de grandeur inégales. La plus grande occupe le milieu ; elle eſt longue de trois pouces, & est large d’un pouce & demi. Elles ſont vertes, liſſes, ovales, obtuſes, & légèrement échancrées à leurs extrémités ſupérieures. Elles ſont portées ſur un pédicule long d’un pouce & demi, accompagné à ſa baſe de deux stipules longues, aiguës, qui tombent.
Je n’ai pas eu l’occasion d’en voir les fleurs.
Les fruits naiſſent ſur des grappes, à l’aſſaille des feuilles & à l’extêmité des rameaux. C’eſt une capſule ſphérique, rouſſâtre, marquée de cinq à ſix lignes qui s’étendent depuis ſa baſe juſqu’à ſon ſommet qui eſt un peu pointu. Cette capſule s’ouvre en cinq ou ſix valves épaiſſes, coriaces, convexes extérieurement, concaves intérieurement. L’intérieur de cette capſule eſt remplie par un duvet fin, cotonneux, ſerré, dans lequel ſont nichées des graines brunes, ovoïdes. Quand on coupe ce fruit en travers, on y apperçoit cinq à ſix loges diſtinctes. La maſſe de ce duvet cotoneux ſe ſépare facilement en cinq à ſix quartiers. Ce duvet eſt de couleur fauve.
L’on trouve une avenue de ces Fromagers en ſortant de Loyola pour aller à la crique du même nom.
Cet arbre étoit en fruit dans la mois de Janvier. Il perd ſes feuilles. »

— Fusée-Aublet, 1775.